# Silene ovata
Silene ovata là loài thực vật có hoa thuộc họ Cẩm chướng. Loài này được Pursh miêu tả khoa học đầu tiên năm 1813.